# Гаджылар (Агдашский район)
Гаджылар (азерб. Hacılar) — село в Агдашском районе Азербайджана.

## Этимология
Название села происходит от рода Гаджылар из племени Зулькадар.

## История
В 1926 году согласно административно-территориальному делению Азербайджанской ССР село относилось к дайре Гаджи-Алилы Геокчайского уезда.
После реформы административного деления и упразднения уездов в 1929 году был образован Юхары-Нейметабадский сельсовет в Агдашском районе Азербайджанской ССР.
Согласно административному делению 1977 года село Гаджылар входило в Юхары-Нейметабадский сельсовет Агдашского района Азербайджанской ССР.
В 1999 году в Азербайджане была проведена административная реформа и был учрежден Кобуустинский муниципалитет Агдашского района, куда и вошло село.

## География
Гаджылар расположен на берегу канала Нейметабадарх.
Село находится в 3 км от центра муниципалитета Кобуусти, в 17 км от райцентра Агдаш и в 250 км от Баку. Ближайшая железнодорожная станция — Ляки.
Село находится на высоте 31 метров над уровнем моря.

## Население
| Численность населения | Численность населения |
| 1985                  | 2009                  |
| --------------------- | --------------------- |
| 170                   | ↗175                  |

## Климат
| Показатель                                             | Янв. | Фев. | Март | Апр. | Май  | Июнь | Июль | Авг. | Сен. | Окт. | Нояб. | Дек. | Год  |
| ------------------------------------------------------ | ---- | ---- | ---- | ---- | ---- | ---- | ---- | ---- | ---- | ---- | ----- | ---- | ---- |
| Средний суточный максимум, °C                          | 7,0  | 8,4  | 12,7 | 20,8 | 25,8 | 30   | 33,8 | 32,5 | 28,3 | 21   | 14,4  | 9,2  | 20,3 |
| Средняя температура, °C                                | 3,0  | 4,3  | 8,3  | 15   | 19,9 | 24,1 | 27,5 | 26,3 | 22,4 | 15,9 | 10,3  | 5,2  | 15,2 |
| Средний суточный минимум, °C                           | −1   | 0,2  | 3,9  | 9,2  | 14   | 18,3 | 21,3 | 20,2 | 16,6 | 10,9 | 6,2   | 1,3  | 10,1 |
| Норма осадков, мм                                      | 22   | 28   | 31   | 41   | 56   | 45   | 25   | 27   | 27   | 56   | 32    | 25   | 415  |
| Источник: https://en.climate-data.org/location/955073/ |      |      |      |      |      |      |      |      |      |      |       |      |      |

Среднегодовая температура воздуха в селе составляет +15,2 °C. В селе семиаридный климат.